# 무주 백련사 정관당 부도
무주 백련사 정관당 부도(茂朱 白蓮寺 靜觀堂 浮屠)은 대한민국 전북특별자치도 무주군, 백련사 천왕문 앞에 자리한 정관당 일선선사(1533∼1609)의 사리탑이다. 1982년 8월 30일 전라북도의 유형문화재 제102호로 지정되었다.

## 개요
백련사 천왕문 앞에 자리한 정관당 일선선사(1533∼1609)의 사리탑이다. 일선선사는 조선 중기의 승려로 서산대사의 제자이며 전북지역내의 불교 보급에 큰 영향을 미쳤다.
탑은 연꽃을 두른 원형의 받침돌 위로 길쭉한 종모양의 탑신을 올린 간략한 형태이다. 탑신 표면에는 아무런 장식도 없고 다만 맨 끝부분을 마치 팽이처럼 뾰족하게 조각하여 마무리하였다.
탑신의 아래에 ‘정관당 일선탑(靜觀堂 一禪塔)’이라는 탑이름이 있고, 바닥돌 윗면에 ‘만력 37년건(萬曆三十七年建)’이라 적혀 있어, 조선 광해군 원년(1609)에 세운 것임을 알게 되었다.

## 같이 보기
- 백련사

## 참고 자료
- 백련사정관당부도 - 국가유산청 국가유산포털